# Mwema
Mwema è una circoscrizione rurale (rural ward) della Tanzania situata nel distretto di Tarime, regione del Mara. Conta una popolazione di 10 204 abitanti (censimento 2012).